# Конёк-Горбунок (игра)
Конёк-Горбунок — советский игровой автомат, одна из наиболее известных игр на базе платформы ТИА-МЦ-1. Год выпуска — предположительно 1986—1988, разработан в отделе товаров народного потребления завода «Терминал» в Виннице.
Сюжет игры использует персонажей одноимённой сказки Петра Ершова. По сюжету царь отправляет игрока за жар-птицей, затем за сундуком с золотом, и затем за царевной. Задачей игрока является сбор необходимых предметов, и дальнейшая их доставка до противоположного края экрана. Игра считается одной из первых в СССР игр со сложной системой уровней.
В 2006 году был найден рабочий игровой автомат ТИА-МЦ-1 (телевизионный игровой автомат микропроцессорный цветной) с игрой, и совместными усилиями участников форума romov.net был написан эмулятор «ТИА-МЦ Эмулятор», который позволил запускать игру на персональных компьютерах. Позднее в эмулятор MAME была добавлена поддержка игры «Конёк-горбунок». В 2007 году в Москве открылся Музей советских игровых автоматов, в котором был размещён единственный оставшийся игровой автомат с игрой, обнаруженный в городе Видное Московской области.